# Associazione Calcio Femminile Porto Mantovano 2006-2007
Questa voce raccoglie le informazioni riguardanti l'Associazione Calcio Femminile Porto Mantovano nelle competizioni ufficiali della stagione 2006-2007.

## Organigramma societario
Tratto dal sito Football.it.
Area amministrativa
- Presidente: Marzio Miglioli
- Segretario Generale: Rossana Grazzi

Area tecnica
- Allenatore: Leonardo Donella

## Rosa
Rosa e ruoli tratti dal sito Football.it.
| N. |                   | Ruolo | Calciatore          |
| -- | ----------------- | ----- | ------------------- |
|    | Italia (bandiera) | P     | Giorgia Braiato     |
|    | Italia (bandiera) | P     | Deborah Solano      |
|    | Italia (bandiera) | D     | Elena Bersani       |
|    | Italia (bandiera) | D     | Nenè Nhaga Bissoli  |
|    | Italia (bandiera) | D     | Claudia Bonomo      |
|    | Italia (bandiera) | D     | Silvia Caffara      |
|    | Italia (bandiera) | D     | Irene Cordioli      |
|    | Italia (bandiera) | D     | Miriam D'Alessandro |
|    | Italia (bandiera) | D     | Ilaria Facchini     |
|    | Italia (bandiera) | D     | Federica Ferrari    |
|    | Italia (bandiera) | D     | Beatrice Marchi     |
|    | Italia (bandiera) | D     | Moira Placchi       |

| N. |                   | Ruolo | Calciatore         |
| -- | ----------------- | ----- | ------------------ |
|    | Italia (bandiera) | C     | Elena Benini       |
|    | Italia (bandiera) | C     | Silvia Carraro     |
|    | Italia (bandiera) | C     | Katia Castagna     |
|    | Italia (bandiera) | C     | Giorgia Duò        |
|    | Italia (bandiera) | C     | Silvia Eccher      |
|    | Italia (bandiera) | C     | Marcella Gozzi     |
|    | Italia (bandiera) | C     | Patrizia Saccenti  |
|    | Italia (bandiera) | C     | Simona Solano      |
|    | Italia (bandiera) | A     | Deila Boni         |
|    | Italia (bandiera) | A     | Sabrina Ruggenenti |
|    | Italia (bandiera) | A     | Michela Zanetti    |

## Calciomercato

### Sessione estiva
| Acquisti | Acquisti | Acquisti | Acquisti |
| R.       | Nome     | da       | Modalità |
| -------- | -------- | -------- | -------- |
|          |          |          |          |

| Cessioni | Cessioni           | Cessioni         | Cessioni   |
| R.       | Nome               | a                | Modalità   |
| -------- | ------------------ | ---------------- | ---------- |
| D        | Moira Placchi      | Bardolino Verona | definitivo |
| D        | Roberta Stefanelli | Bardolino Verona | definitivo |
| C        | Veronica Brutti    | Reggiana         | definitivo |

### Sessione invernale
| Acquisti | Acquisti      | Acquisti         | Acquisti   |
| R.       | Nome          | da               | Modalità   |
| -------- | ------------- | ---------------- | ---------- |
| D        | Moira Placchi | Bardolino Verona | definitivo |
| C        | Giorgia Duò   | ???              |            |

| Cessioni | Cessioni        | Cessioni | Cessioni   |
| R.       | Nome            | a        | Modalità   |
| -------- | --------------- | -------- | ---------- |
| D        | Ilaria Facchini | ???      | definitivo |
| C        | Silvia Carraro  | Agliana  | definitivo |
| C        | Marcella Gozzi  | Atalanta | definitivo |

## Risultati

### Serie A

#### Girone di andata
| Arbitro: | Casula (Ozieri) |

|                                                                                     |           |             |
| Tona 13’ Ricco 14’, 44’ Conti 20’, 32’ Iannella 43’ (rig.) Crespi 70’ Coluccini 75’ | Marcatori | 73’ Zanetti |

| Arbitro: | Manuel Briganti (Milano) |

|                 |           |                                                                     |
| Boni 88’ (rig.) | Marcatori | 19’, 47’, 49’, 63’ Paliotti 59’ Ceroni 76’, 77’ Stracchi 80’ Ramera |

| Arbitro: | John Michael Minghini (Ferrara) |

|             |           |                              |
| Zanetti 46’ | Marcatori | 62’ Baglieri 90’ (rig.) Patu |

| Arbitro: | Emilio Verdelli (Trieste) |

|                                                       |           |  |
| Becci 23’, 25’ Tagliabracci 31’, 85’ Vicchiarello 66’ | Marcatori |  |

| Arbitro: | Emanuele Cocchiara (Piacenza) |

|  |           |                                          |
|  | Marcatori | 22’ Brumana 38’ Di Filippo 90’ Camporese |

| Arbitro: | Michele Borella (???) |

|                  |           |          |
| Cantoro 58’, 77’ | Marcatori | 55’ Boni |

| Arbitro: | Leonardo Bellotti (Verona) |

|                        |           |                                                                       |
| Placchi 8’, 80’ (rig.) | Marcatori | 30’ Zizioli 43’ Bonometti 47’ (rig.) Scarpellini 66’ Mangili 82’ Caio |

| Arbitro: | Daniele Rasia (Bassano del Grappa) |

|                                                                    |           |  |
| Panico 29’ Boni 37’ Gabbiadini 44’ Riboldi 47’, 91’ Barbierato 89’ | Marcatori |  |

| Arbitro: | Michele Tussi (Cremona) |

|             |           |            |
| Placchi 70’ | Marcatori | 26’ Brutti |

| Arbitro: | Mario Giordano (Siena) |

|              |           |            |
| D'Ancona 53’ | Marcatori | 55’ Eccher |

| Arbitro: | Marco Dal Borgo (Verona) |

|            |           |                                   |
| Eccher 40’ | Marcatori | 46’, 89’ Cassanelli 59’ Celentano |

#### Girone di ritorno
| Arbitro: | Michele Tussi (Cremona) |

|  |           |              |
|  | Marcatori | 86’ Iannella |

| Arbitro: | Emanuele Cocchiara (Piacenza) |

|                                                          |           |                    |
| Gazzoli 28’, 29’ (rig.) D'Adda 49’ (rig.) Greco 54’, 59’ | Marcatori | 8’ Duò 85’ Zanetti |

| Arbitro: | Manuele Verdenelli (Foligno) |

|               |           |  |
| Lucherini 11’ | Marcatori |  |

| Arbitro: | Alessandro Cicero (Milano) |

|                                        |           |                                 |
| Placchi 21’ Ruggenenti 32’ Ferrari 70’ | Marcatori | 52’ Rosciani 73’ (aut.) Bissoli |

| Arbitro: | Simone Mucelli (San Donà di Piave) |

|                                |           |                       |
| Brumana 46’ Gama 61’ Mauro 89’ | Marcatori | 6’ Benini 73’ Bissoli |

| Arbitro: | Christian Marzadro (Rovereto) |

|  |           |                            |
|  | Marcatori | 15’ Fuselli 38’, 55’ Zorri |

| Arbitro: | Andrea Riccardi (Novara) |

|           |           |                      |
| Gozzi 46’ | Marcatori | 3’ Zocca 89’ Bissoli |

| Arbitro: | Alessandro Lo Cicero (Brescia) |

|  |           |                                                                             |
|  | Marcatori | 9’ Riboldi 25’ Panico 28’, 49’, 64’ Gabbiadini 52’, 66’ Boni 76’ Barbierato |

| Arbitro: | Samuele Lucchesi (Lucca) |

|                                              |           |  |
| Marsico 3’, 69’ Sabatino 31’, 90’ Casile 57’ | Marcatori |  |

| Arbitro: | Marco Dal Borgo (Verona) |

|            |           |                |
| Eccher 55’ | Marcatori | 37’, 80’ Fadda |

| Arbitro: | Emanuele Cocchiara (Piacenza) |

|                             |           |  |
| Zambetta 10’ Cassanelli 86’ | Marcatori |  |

### Coppa Italia

#### Primo turno
Primo turno Serie A e Serie A2, Girone 3
| Porto Mantovano 9 settembre 2006                                                            | Porto Mantovano | 0 – 6 referto                                             | Reggiana | Stadio com. S.Ten Merlino e Caduti di Nassiriya |
| \| \| \| \| \| \| Marcatori \| 8’, 26’, 36’ Marsico 41’ Barbieri 78’ Sabatino 90’ Giugni \| |                 |                                                           |          |                                                 |
|                                                                                             |                 |                                                           |          |                                                 |
|                                                                                             | Marcatori       | 8’, 26’, 36’ Marsico 41’ Barbieri 78’ Sabatino 90’ Giugni |          |                                                 |

| Trento 1º ottobre 2006 | Trento | 1 – 2 | Porto Mantovano |  |

| Porto Mantovano 23 dicembre 2006                                                               | Porto Mantovano | 0 – 4 referto                                                | Bardolino Verona | Stadio com. S.Ten Merlino e Caduti di Nassiriya |
| \| \| \| \| \| \| Marcatori \| 2t’ De. Mascanzoni 2t’ Barbierato 2t’ Gabbiadini 2t’ V. Boni \| |                 |                                                              |                  |                                                 |
|                                                                                                |                 |                                                              |                  |                                                 |
|                                                                                                | Marcatori       | 2t’ De. Mascanzoni 2t’ Barbierato 2t’ Gabbiadini 2t’ V. Boni |                  |                                                 |

| Ravenna 5 novembre 2006 | Dinamo Ravenna | 1 – 1 | Porto Mantovano |  |

## Statistiche

### Statistiche di squadra
| Competizione | Punti | In casa | In casa | In casa | In casa | In casa | In casa | In trasferta | In trasferta | In trasferta | In trasferta | In trasferta | In trasferta | Totale | Totale | Totale | Totale | Totale | Totale | DR  |
| Competizione | Punti | G       | V       | N       | P       | Gf      | Gs      | G            | V            | N            | P            | Gf           | Gs           | G      | V      | N      | P      | Gf     | Gs     | DR  |
| ------------ | ----- | ------- | ------- | ------- | ------- | ------- | ------- | ------------ | ------------ | ------------ | ------------ | ------------ | ------------ | ------ | ------ | ------ | ------ | ------ | ------ | --- |
| Serie A      | 8     | 11      | 1       | 1       | 9       | 10      | 38      | 11           | 1            | 1            | 9            | 9            | 39           | 22     | 2      | 2      | 18     | 19     | 77     | -58 |
| Coppa Italia | -     | 2       | 0       | 0       | 2       | 0       | 10      | 2            | 1            | 1            | 0            | 3            | 2            | 4      | 1      | 1      | 2      | 3      | 12     | -9  |
| Totale       | -     | 13      | 1       | 1       | 11      | 10      | 48      | 13           | 2            | 2            | 9            | 12           | 41           | 26     | 3      | 3      | 20     | 22     | 89     | -67 |

### Statistiche delle giocatrici
| Giocatore       | Serie A  | Serie A | Serie A     | Serie A    | Coppa Italia | Coppa Italia | Coppa Italia | Coppa Italia | Totale   | Totale | Totale      | Totale     |
| Giocatore       | Presenze | Reti    | Ammonizioni | Espulsioni | Presenze     | Reti         | Ammonizioni  | Espulsioni   | Presenze | Reti   | Ammonizioni | Espulsioni |
| --------------- | -------- | ------- | ----------- | ---------- | ------------ | ------------ | ------------ | ------------ | -------- | ------ | ----------- | ---------- |
| E. Benini       | 15       | 1       | 0           | 0          | ?            | ?            | ?            | ?            | 15+      | 1+     | 0+          | 0+         |
| E. Bersani      | 20       | 0       | 3           | 0          | ?            | ?            | ?            | ?            | 20+      | 0+     | 3+          | 0+         |
| N.N. Bissoli    | 17       | 2       | 2           | 0          | ?            | ?            | ?            | ?            | 17+      | 2+     | 2+          | 0+         |
| D. Boni         | 21       | 2       | 1           | 0          | ?            | ?            | ?            | ?            | 21+      | 2+     | 1+          | 0+         |
| C. Bonomo       | 4        | 0       | 0           | 0          | ?            | ?            | ?            | ?            | 4+       | 0+     | 0+          | 0+         |
| G. Braiato      | 11       | -42     | 0           | 0          | ?            | ?            | ?            | ?            | 11+      | -42+   | 0+          | 0+         |
| S. Caffara      | 21       | 0       | 2           | 0          | ?            | ?            | ?            | ?            | 21+      | 0+     | 2+          | 0+         |
| S. Carraro      | 6        | 0       | 1           | 1          | ?            | ?            | ?            | ?            | 6+       | 0+     | 1+          | 1+         |
| K. Castagna     | 2        | 0       | 0           | 0          | ?            | ?            | ?            | ?            | 2+       | 0+     | 0+          | 0+         |
| I. Cordioli     | 18       | 0       | 3           | 0          | ?            | ?            | ?            | ?            | 18+      | 0+     | 3+          | 0+         |
| M. D'Alessandro | 20       | 0       | 4           | 0          | ?            | ?            | ?            | ?            | 20+      | 0+     | 4+          | 0+         |
| G. Duò          | 8        | 1       | 0           | 0          | ?            | ?            | ?            | ?            | 8+       | 1+     | 0+          | 0+         |
| S. Eccher       | 22       | 3       | 0           | 0          | ?            | ?            | ?            | ?            | 22+      | 3+     | 0+          | 0+         |
| I. Facchini     | 0        | 0       | 0           | 0          | ?            | ?            | ?            | ?            | 0+       | 0+     | 0+          | 0+         |
| F. Ferrari      | 9        | 1       | 0           | 0          | ?            | ?            | ?            | ?            | 9+       | 1+     | 0+          | 0+         |
| M. Gozzi        | 6        | 0       | 0           | 0          | ?            | ?            | ?            | ?            | 6+       | 0+     | 0+          | 0+         |
| B. Marchi       | 0        | 0       | 0           | 0          | ?            | ?            | ?            | ?            | 0+       | 0+     | 0+          | 0+         |
| M. Placchi      | 15       | 4       | 2           | 0          | ?            | ?            | ?            | ?            | 15+      | 4+     | 2+          | 0+         |
| S. Ruggenenti   | 7        | 1       | 0           | 0          | ?            | ?            | ?            | ?            | 7+       | 1+     | 0+          | 0+         |
| P. Saccenti     | 12       | 0       | 3           | 0          | ?            | ?            | ?            | ?            | 12+      | 0+     | 3+          | 0+         |
| D. Solano       | 6        | -21     | 0           | 0          | ?            | ?            | ?            | ?            | 6+       | -21+   | 0+          | 0+         |
| S. Solano       | 7        | 0       | 0           | 0          | ?            | ?            | ?            | ?            | 7+       | 0+     | 0+          | 0+         |
| M. Zanetti      | 19       | 3       | 1           | 0          | ?            | ?            | ?            | ?            | 19+      | 3+     | 1+          | 0+         |
| M. Zocca        | 17       | 1       | 1           | 0          | ?            | ?            | ?            | ?            | 17+      | 1+     | 1+          | 0+         |